# Buildwas
Buildwas ist ein Dorf und Civil parish in Shropshire, England.
Es liegt am River Severn 3 km nordwestlich von Ironbridge und an der Straße B4380 etwa 17 Kilometer südöstlich von Shrewsbury.
Buildwas wurde 1086 im Domesday Book erwähnt. 1135 wurde die Buildwas Abbey am südlichen Ufer des Severn gegründet.
Der Fluss wurde seit dem Mittelalter durch eine Brücke überquert, die zuletzt in der großen Flut von 1795 zerstört wurde. Thomas Telford ersetzte sie 1796 durch die gusseiserne Buildwas Bridge. Sie wurde 1905 durch eine stählerne Fachwerkbrücke ersetzt, die 1992 durch die heutige Straßenbrücke abgelöst wurde.
Zwischen 1862 und 1863 wurde die Wenlock, Craven Arms and Lightmoor Extension Railway nach Buildwas geführt und dafür die Albert Edward Bridge über den Severn gebaut.
Neben der Eisenbahn entstand zwischen 1929 und 1932 die Ironbridge Power Station, eines der größten Kohlekraftwerke des Landes. Die mittlerweile erweiterte Anlage wurde 2015 abgeschaltet, ihre auf älteren Aufnahmen noch zu sehenden vier Kühltürme wurden Ende 2019 gesprengt.